# معدن حاجیگک
معدن حاجیگک مشهورترین و بزرگ ترین ذخایر اکسید آهن در افغانستان است که در نزدیکی گردنه حاجیگک، امتداد کوه بابا، بین ولایت‌های میدان وردک و بامیان قرار گرفته است. این معدن دارای بزرگترین ذخایر سنگ آهن بکر آسیا است.
معدن حاجیگک بیش از ۳۲ کیلومتر امتداد دارد و به ۱۶ ناحیه مجزا هر یک به طول ۵ کیلومتر، عرض ۳۸۰ متر و درازای ۵۵۰ متر با شیب بسوی پایین قرار گرفته است. هفت ناحیه معدن با جزئیات مورد مطالعه قرار گرفته است. سنگ معدن در دو حالت اولیه و اکسید شده وجود دارد. سنگ معدن اولیه ۸۰ درصد ذخایر را تشکیل می‌دهد و از مگنتیت، پیریت و کالکوپیریتمینور تشکیل شده‌است. ۲۰ درصد باقیمانده اکسید‌شده و از سه نوع سنگ هماتیتیک تشکیل شده‌است. وجود معادن زغال سنگ دره‌صوف تضمین استخراج و توسعه آینده صنعت فولاد افغانستان است. 
معدن حاجیگک همچنین شامل ذخایر نیوبیم غیر معمول است، فلزی نرمی که در تولید فولاد ابررسانا استفاده می شود. 

## پیشینه
تا هنوز آلمان‌ها، روش‌ها و پاکستانی‌ها اقدام به بهره‌برداری ای معدن حاجیگک نمودند اما هر سه با شکست مواجه شدند.
قبل از جنگ جهانی اول، آلمانی‌ها اولین کسانی بودند که پس از برنامه‌ریزی یک کارخانه فولاد برای برای بهره‌برداری سیستماتیک از این معدن کار‌شان را آغاز کردند. در دهه ۱۹۶۰، روس‌ها گزارش جامعی در مورد منابع معدنی افغانستان تهیه کردند، اما هردو در بهره‌برداری از ذخایر نیز ناکام ماندند.
هنگامی که در دهه ۱۹۶۰ کارخانه فولاد کالا باغ در پاکستان برنامه ریزی شد، انتظار می رفت که بتواند تا حدی از سنگ آهن حاجیگک استفاده کند چون معادن پاکستان در آن زمان کیفیت خوبی نداشتند. با این حال، این طرح نیز شکست خورد.

## زمین شناسی حاجیگک
افغانستان به دلیل موقعیتش در محل اتصال بین صفحات پوسته هند و پاکستان و آسیا، زمین شناسی پیچیده‌ای دارد. معدن حاجیگک قبل از اینکه به آسیا برخورد کند، در پوسته‌های حاشیه جنوبی ابر قاره اصلی گندوانا پدید آمده است. رویدادهای برافزایشی در دوره کرتاسه، حدود ۱۴۰ میلیون سال پیش مخصوصا مرحله کرتاسه اولیه از برخورد یکی از بلوک های صفحات هندوپاکستان (بلوک فراه) با بلوک صفحه اوراسیا (بلوک هرات) را نشان می‌دهد. اندکی بعد بلوک هیرمند با بلوک فراه برخورد می‌کند و سنگ‌های که حاجیگک را در خود جای داده‌اند پدیدار می‌شود. 
طی این برخورد ها، قدیمی‌ترین بخش حاجیگک از قسمت شمال غربی بیرون می‌آید. این قسمت شامل سنگ‌های آهک و دولومیت‌های سیلیسی شده خاکستری است که با شیست‌های کریستالی خاکستری تیره و کوارتزیت‌های رنگ روشن که شواهد دگرگونی درجه آمفیبولیت را نشان می‌دهند، در هم قرار گرفته‌اند. معدن حاجیگک از بخش فوقانی که همراه با بخش زیرین، پوسته قلاع را تشکیل می دهد، دنباله‌ای از سنگ های متاولکانیک و فرا رسوبی تا ضخامت ۴۵۹۰ متر است. بخش زیرین شامل شیست‌های سرسیتی شنی خاکستری تیره است که به عنوان سنگ های خاک زا، سنگ های آتشفشانی اسیدی و بسترهای جزئی مرمر و فیلیت دگرگون شده‌اند. بخش فوقانی از شیست‌ها (کوارتز-سریسیت، کوارتز کلریت-سریسیت، کوارتز-سرسی تکلریت و سریسیت کربن) تشکیل شده است که توفیت‌های اسیدی و بازی دگرگون شده و سنگ‌های آرژیلاسه هستند. بخش زیرین شامل شیست سبز، واحدی متمایز بر روی بخش فوقاتی، عمدتاً از شیست‌های کلریت سبز و شیست‌های کوارتز-سرسیتی تشکیل شده است که به صورت محلی توسط گرانودیوریت‌ها نفوذ کرده‌اند. سنگهای دونین بالایی بخش فوقانی حاجیگک در برابر بخش زیرین شیست سبز گسله شده اند. اقشار کرتاسه زیرین و سن جوانتر در جنوب غربی منطقه بیرون نیز دیده می‌شود.
برخورد غالب سنگ‌های پروتروزوییک و پالئوزوئیک بین بخش‌های شمال شرقی و شمال شمال شرقی است، با شیب منطقه‌ای تقریباً ۵۰ درجه به سمت جنوب-جنوب شرقی یا جنوب شرقی قرار گرفته است. یکی از گسل‌های شیب‌دار اصلی، سنگ‌های پروتروزوییک بالایی را در کنار سنگ‌های پروتروزوییک میانی کریستالی قرار می‌دهد. دیگری سنگ های دونین بالایی را به سمت سازند شیست سبز پروتروزوییک بالایی پرتاب می‌کند. علاوه بر این مجموعه ای از گسل‌های روند شمال-جنوب و شمال-غرب-جنوب شرقی، که برخی از آنها احتمالاً رانش هستند، بر جانشینی پروتروزوییک فوقانی، از جمله ذخایر سنگ آهن تأثیر می گذارند.
سنگ‌های پروتروزوییک بالایی پوسته قلاع به‌عنوان ته‌نشین شدن در یک حوضه دریایی به آرامی در حال فرونشست تفسیر می‌شوند. پر شدن اولیه حوضه یک توالی متغیر از ماسه سنگ ها و رسوبات آتشفشانی جزئی بود. بعداً فعالیت های آتشفشانی افزایش یافت و مایعات غنی از آهن بازدمی عدسی هایی را در کف دریا تشکیل دادند. این رسوبات متعاقباً با دگرگونی دفن و درجه پایین (رخساره شیست سبز) تغییر یافت و به زیرزمین بلوک هیرمند تبدیل شد. این بلوک از ابرقاره گندوانا دور شده است. در طی برخورد با اوراسیا، در اوایل کرتاسه، گسل‌ها پوسته قلاع پروتروزوییک بالایی، سنگ‌های پروتروزوییک میانی و سنگ‌های پالئوزوئیک بالایی را در کنار هم قرار دادند. این بلوک های محدود به گسل مشخصه محلی زون گسلی هرات است. با پیشروی برخورد، بلوک‌های گسل‌شده در یک تاقدیس روندی شمال شرقی-جنوب-غربی که محور آن به سمت شمال منطقه نقشه‌برداری شده می‌گذرد، جمع شدند. مجموعه‌ای از رانش‌ها به‌وسیله افزایش ضخامت سنگ آهن و سنگ‌های میزبان آن در ناحیه مرکزی در حاجیگک ایجاد شدند. در مرحله نهایی گسل‌شدن، گسل‌های شمال-جنوب و شمال-غرب-جنوب شرقی که بر ذخایر کانه تأثیر می‌گذارند توسعه یافتند. گسترش بعدی پس از کرتاسه منجر به توسعه بیشتر گسل های شمال غربی-جنوب شرقی و ساختارهای گرابن پر از رسوبات جوان شد. فرسایش بعدی، هسته تاقدیس حاجیگک را با توده های سنگی هماهنگ در اندام جنوب شرقی نمایان کرده است.

## معدن سازی
معدن حاجیگک حدود ۹ کیلومتر به سمت شمال شرقی-جنوب غربی امتداد دارد و از ۱۶ قسمت سنگ مجزا تشکیل شده است که طول هر کدام به ۵ کیلومتر می رسد. معدن را می توان به سه بخش جغرافیایی غربی، مرکزی و شرقی تقسیم کرد. علاوه بر توده‌های سنگی بزرگ، سطح قابل‌توجهی از ذخایر سنگی نازک قطعه‌ای به شکل چهار در معدن وجود دارد. سنگ معدن هماتیتی اصلی دانه متوسط تا ریز است و انواع بافت های عظیم، نواری و متخلخل را نشان می دهد. این در لنزها و ورقه ها، در بخش فوقانی رخ می دهد. ضخامت عدسی ها با حفاری تا ۱۰۰ متر نشان داده شده است، در حالی که عمق معدن سازی در ۱۰۰ متر زیر سطح آزمایش نشده است. دو گروه اصلی سنگ معدن وجود دارد: کانه های اولیه اکسید نشده و کانسنگ های نیمه اکسیده. کانه های اولیه زیر ۱۰۰ متر هستند و از مگنتیت و پیریت و تا ۵ درصد کالکوپیریت و پیروتیت تشکیل شده اند. سنگ معدن اکسید شده، تا عمق ۱۳۰ متری زیر سطح زمین، عمدتاً از مگنتیت، مارتیت و هیدروگوتیت تشکیل شده است. دو نوع سنگ معدنی اکسیده شده دیگر، هیدروگوتیت/هماتیت/نیمه مارتیت و کربنات/نیمه مارتیت به صورت پراکنده در مقادیر کم در کانسار وجود دارند. تغییراتی که ممکن است مربوط به رویداد کانی‌سازی باشد در سنگ‌های میزبان مشاهده شده است و شامل سریک شدن، سیلیس‌سازی و کربن‌سازی می‌شود.

## اکتشاف
وقوع آهن در طول نقشه برداری اولیه زمین شناسی منطقه در اواسط دهه ۳۰ مشاهده شد، اما پتانسیل اقتصادی به طور کامل شناخته نشد تا زمانی که یک پروژه مشترک افغانستان و شوروی، بین سال های ۱۹۶۳ و ۱۹۶۵، یک مطالعه گسترده انجام داد که این معدن را با جزئیات ترسیم و توصیف کرد. زمین شناسی منطقه در ساعت ۱:۵۰۰۰۰ نقشه برداری شد در حالی که معدن حاجیگک در ۱:۱۰۰۰۰ نقشه برداری شد. با تمرکز بر ناحیه غربی معدن، مطالعه شامل اکتشاف دقیق، ترانشه برداری، نمونه برداری سنگ معدن، چهار حفره عمیق حفر شد که یک حفره به طول ۲۰۰ متر بود. نتایج تحقیقات برای دو معدن اصلی، پلان های افقی و مقاطع عمودی ایجاد شد که به سنگ معدن اجازه طبقه بندی منابع را می دهد. 

## بهره‌برداری
موقعیت دورافتاده و کوهستانی حاجیگک آن را به پروژه ای چالش برانگیز برای توسعه آینده تبدیل می‌کند. با این حال، تناژ زیاد و محتوای آهن بالا، آن را برای شرکت هایی با توانایی اثبات شده برای برنامه ریزی و توسعه معادن بزرگ در سطح جهانی در مناطق پر تقاضا جذاب می‌کند. چشم‌اندازهای اضافی و وقوع مواد معدنی در طول ۶۰ کیلومتر در امتداد در دره نیل، خش، زراک، خارکیزا، سرخی پارسا، پتانسیل منطقه را بیشتر می‌کند. یک مطالعه امکان سنجی برای بهره برداری از معدن حاجیگک در سال ۱۹۷۲ توسط یک گروه فرانسوی-آلمانی به نام Nenot-Pic انجام شد. این امر ساخت یک کوره بلند را بر اساس وقوع زغال سنگ کک در نزدیکی پیشنهاد کرد و فرصتی را برای ایجاد یک کارخانه آهن و فولاد یکپارچه فراهم کرد.

## اعطای امتیازات
در نوامبر ۲۰۱۱، دولت افغانستان چهار بلوک از پنج بلوک در حاجیگک را به کنسرسیومی متشکل از هفت شرکت هندی به رهبری اداره فولاد هند (SAIL) و یک بلوک را به معدن طلای کانادا اعطا کرد. 

## پلان دولت هندوستان در قبال معدن حاجیگک
در ماه می ۲۰۱۶، هند، ایران و افغانستان توافقنامه ای را برای توسعه دو اسکله در بندر چابهار، ساخت راه آهن جدید چابهار-زاهدان به عنوان بخشی از کریدور حمل و نقل شمال-جنوب با اتصال آن به راه آهن ترانس ایران امضا کردند. هند تا سقف ۱ لک کرور (۱۴ میلیارد دلار) سرمایه گزاری می‌کند. در منطقه ویژه اقتصادی چابهار با ساخت کارخانه گاز و اوره و همچنین سایر صنایع، نیز با راه آهن چابهار-زرنج-دلارام-حاجیگک: پروژه هند-ایرانی به طول ۹۰۰ کیلومتر، ۱۰ میلیارد دلار عملیات استخراج سنگ آهن هند در حاجیگک در افغانستان را به چابهار ایران مرتبط خواهد کرد.

## منبع
1. ↑  گراهام بولی (سپتامبر ۹, ۲۰۱۲). «پتانسیل برای رونق معدن، جناح‌ها را در افغانستان از هم جدا می کند». نیویورک تایمز. دریافت‌شده در سپتامبر ۹, ۲۰۱۲.
2. ↑  USGS
3. ↑  aol
4. ↑  Patnaik, Ajay (2016), Central Asia: Geopolitics, Security and Stability, Routledge, pp. 142–, ISBN 978-1-317-26640-2
5. ↑  "نگرانی ها برای آینده طرح های مسیر ابریشم افغانستان در هند افزایش می یابد". 15 February 2015.
6. ↑  قرارداد هند و ایران، منتشر شده:۲۳ می ۲۰۱۶